# Phyllocnistis echinodes
Phyllocnistis echinodes är en fjärilsart som beskrevs av Edward Meyrick 1926. Phyllocnistis echinodes ingår i släktet Phyllocnistis och familjen styltmalar. Inga underarter finns listade i Catalogue of Life.